# César Klein
César Klein (Hamburgo, 14 de septiembre de 1876 - Pansdorf, cerca de Lübeck, 13 de marzo de 1954) fue un pintor expresionista alemán. Fue uno de los fundadores del Novembergruppe (Grupo de Noviembre, por la revolución alemana de noviembre de 1918), junto a Max Pechstein, fundado en Berlín el 3 de diciembre de 1918, con el objetivo de reorganizar el arte alemán tras la guerra.

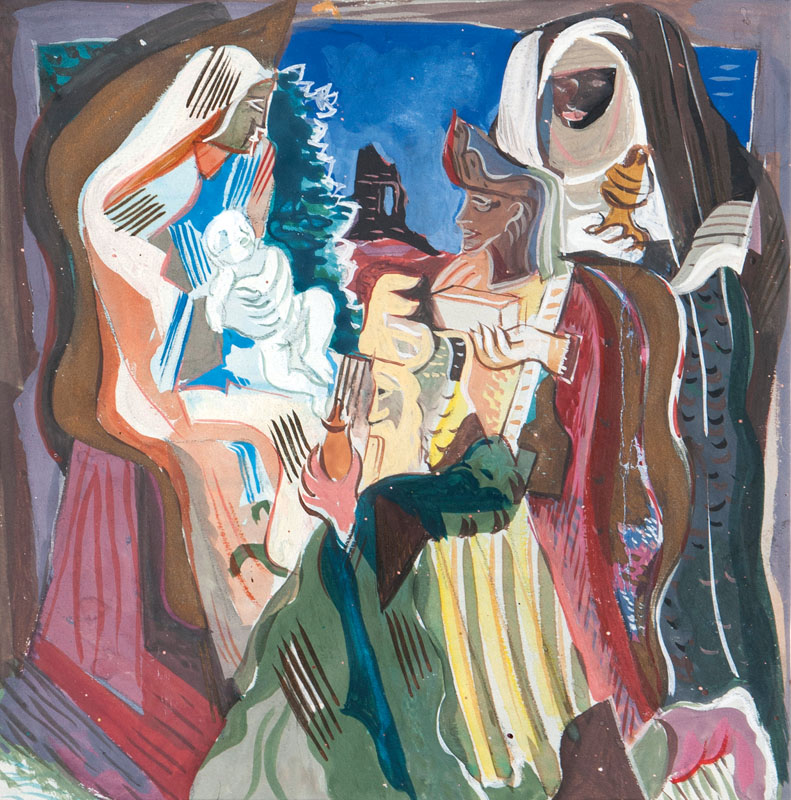
Adoración de los Reyes Magos. Principios de los años 1920, gouache, 20 x 19,5 cm.

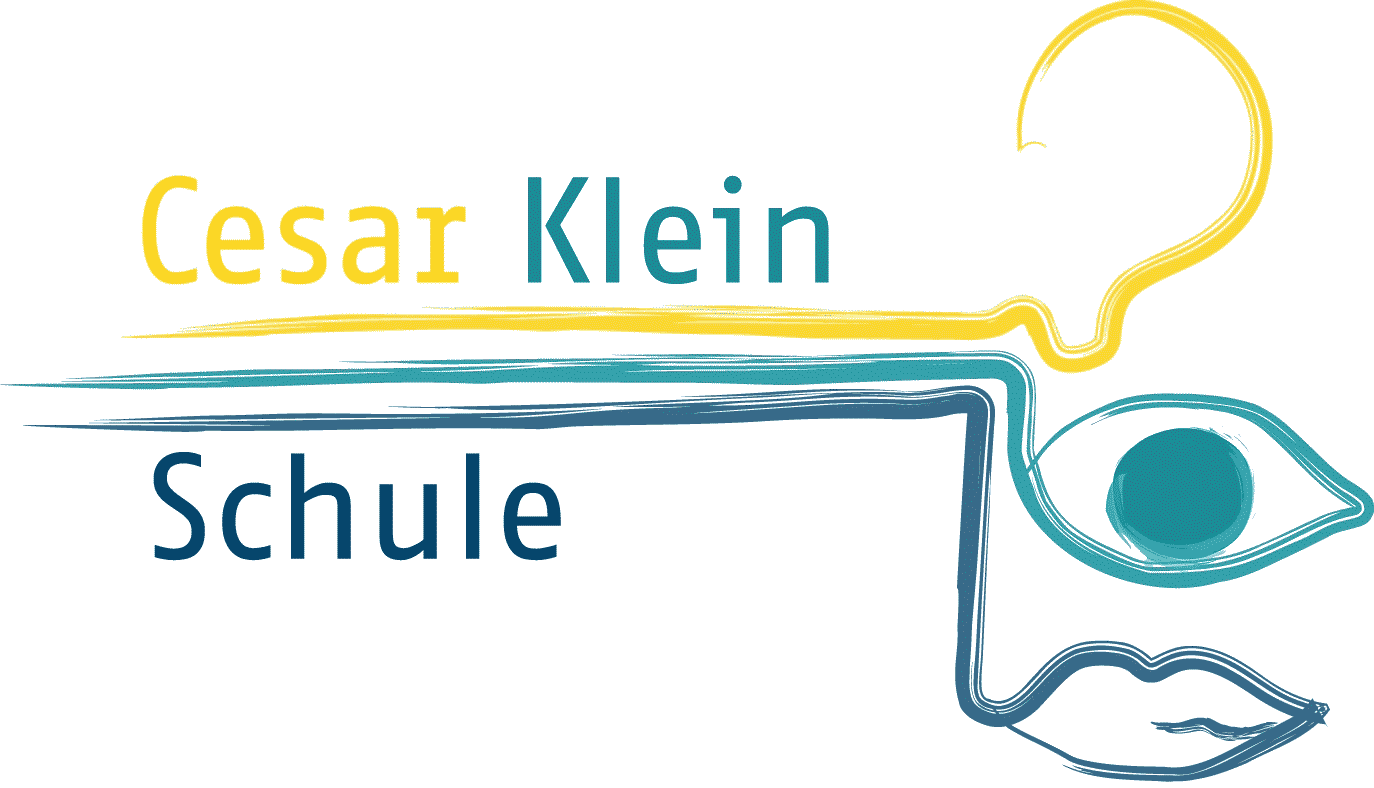
Logotipo de la Escuela Cesar Klein

## Biografía
Estudió en la Escuela de Artes Aplicadas de Hamburgo, la Academia de Arte de Düsseldorf y el Museo Real de Artes Aplicadas de Berlín. En 1910 fue uno de los 27 artistas rechazados por la Secesión de Berlín, que respondieron creando la Nueva Secesión. Klein creó litografías y grabados en madera, vidrieras y mosaicos y murales en paredes y techos, además de su arte de caballete. Dada la inclinación práctica de su formación, Klein frecuentemente "trabajaba en medios de comunicación que llegaron a una audiencia de masas, como la decoración arquitectónica, artes aplicadas, diseño de carteles, teatro y cine...".
En los años posteriores a la Primera Guerra Mundial Klein se asoció con Walter Gropius, aunque rechazó la oferta de Gropius de un puesto de profesor en la Bauhaus. En los años 1920 dedicó gran parte de su obra a los diseños para el teatro y la producción de películas. Fue el escenógrafo para la película Genuine de Robert Wiene (1920), y para la producción de Ernst Toller Hinkemann (1924).
Klein fue incluido en la famosa exposición Arte degenerado montada por el régimen nazi en 1937. Después de la Segunda Guerra Mundial reanudó su carrera en el diseño teatral. 